# Liste der Baudenkmäler in Neuching
Auf dieser Seite sind die Baudenkmäler in der oberbayerischen Gemeinde Neuching zusammengestellt. Diese Tabelle ist eine Teilliste der Liste der Baudenkmäler in Bayern. Grundlage ist die Bayerische Denkmalliste, die auf Basis des Bayerischen Denkmalschutzgesetzes vom 1. Oktober 1973 erstmals erstellt wurde und seither durch das Bayerische Landesamt für Denkmalpflege geführt wird. Die folgenden Angaben ersetzen nicht die rechtsverbindliche Auskunft der Denkmalschutzbehörde.
 Die Liste gibt den Fortschreibungsstand vom 11. Februar 2017 wieder und umfasst fünf Baudenkmäler.

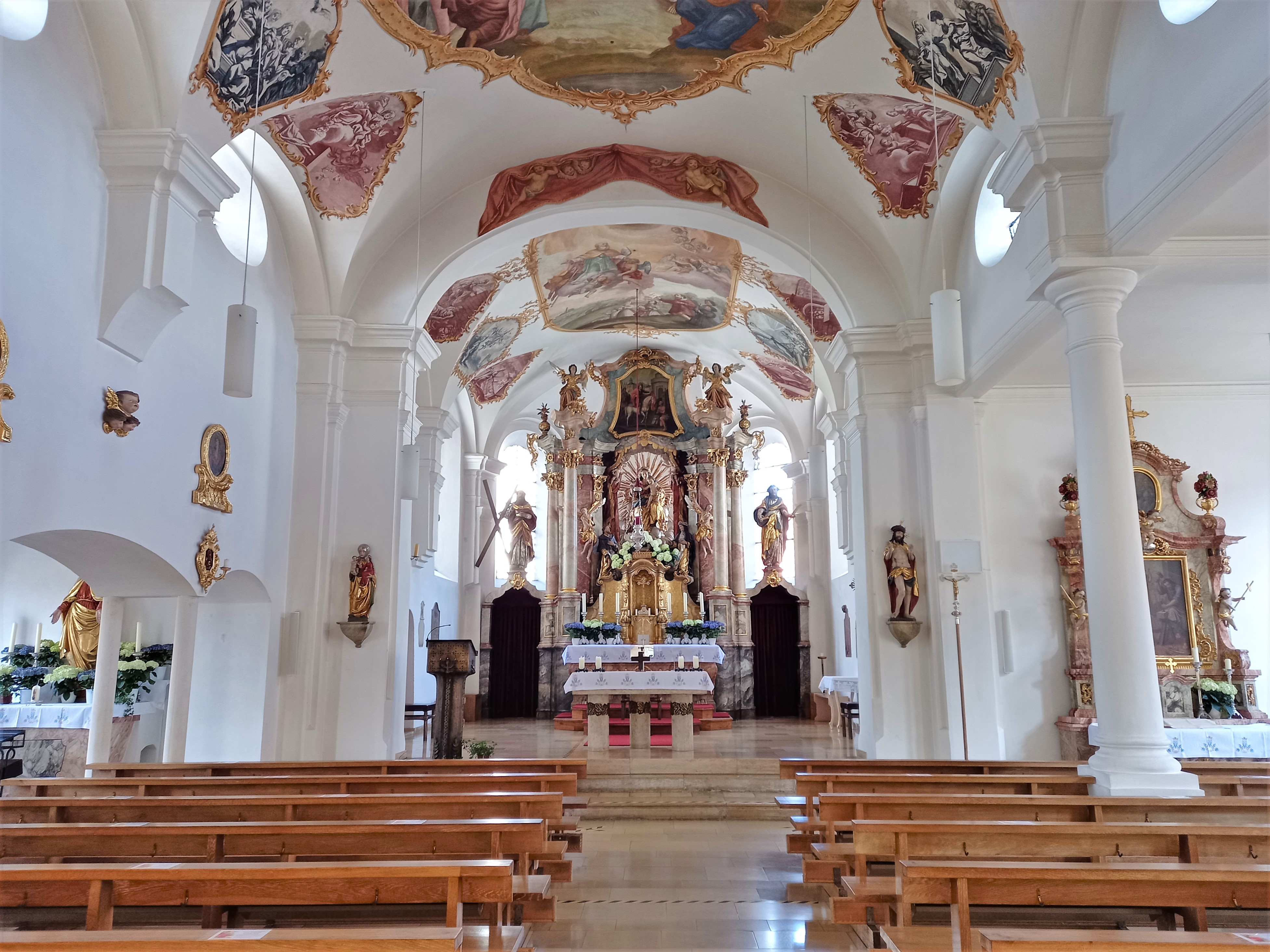
Innenraum von St. Martin in Oberneuching

## Baudenkmäler nach Ortsteilen

### Lausbach
| Lage                  | Objekt         | Beschreibung                                                                                     | Akten-Nr.    | Bild           |
| --------------------- | -------------- | ------------------------------------------------------------------------------------------------ | ------------ | -------------- |
| Lausbach 5 (Standort) | Getreidekasten | Zweigeschossiger Blockbau, zweite Hälfte 16. Jahrhundert; 1957 innerhalb der Hofstelle versetzt. | D-1-77-131-3 | Getreidekasten |

### Niederneuching
| Lage                                            | Objekt                                           | Beschreibung | Akten-Nr.    | Bild           |
| ----------------------------------------------- | ------------------------------------------------ | --- | ------------ | -------------- |
| Kirchenstraße 16 (Standort)                     | Katholische Filialkirche St. Johannes der Täufer | Barocker Saalbau mit eingezogenem Chor und Zwiebelturm, von Hans Kogler, 1690–93, Turmunterbau und Sakristei spätgotisch; mit Ausstattung. | D-1-77-131-4 | weitere Bilder |
| Riexinger Feld (am Weg nach Riexing) (Standort) | Wegkapelle                                       | Kleiner Satteldachbau, bezeichnet mit „1884“                                                                                               | D-1-77-131-6 | Wegkapelle     |

### Oberneuching
| Lage                           | Objekt                             | Beschreibung | Akten-Nr.    | Bild                 |
| ------------------------------ | ---------------------------------- | --- | ------------ | -------------------- |
| St.-Martin-Straße 9 (Standort) | Ehemaliges Pfarrhaus               | Zweigeschossiger Satteldachbau mit polygonalem Eckerker, 17. Jahrhundert, 1977/78 zum Rathaus umgebaut. | D-1-77-131-2 | Ehemaliges Pfarrhaus |
| Tassilostraße 2 (Standort)     | Katholische Pfarrkirche St. Martin | Dreischiffiger Kirchenbau mit Chorflankenturm, im Kern spätromanisches Langhaus um 1200, Annakapelle 14./15. Jahrhundert, Chor und Turmunterbau spätgotisch 15. Jahrhundert, 1756/6 barockisiert und verändert, 1966/7 um ein Schiff nach Süden erweitert; mit Ausstattung; Kapelle, jetzt Kriegergedächtnisstätte, um 1800. | D-1-77-131-1 | weitere Bilder       |